# Махмудов, Насыр
Насыр Махмудов (узб. Nosir Mahmudov; 1913, Коканд, Кокандский уезд, Ферганская область, Туркестанский край, Российская империя — 5 декабря 1987, Ташкент, Узбекская ССР, СССР) — советский узбекский партийный и государственный деятель.

## Биография
Родился в г. Коканде. Член ВКП(б) с 1940 г. В 1950 и 1953 гг. окончил курсы Высшей партийной школы при ЦК ВКП(б) — КПСС.
- 1931—1932 гг. — учитель школы (Шаватский район Узбекской ССР)
- 1932—1933 гг. — в газете «Шавот хакикати»,
- 1933 г. — инструктор Исполнительного комитета Шаватского районного Совета,
- 1934 г. — инструктор Багдадского районного комитета КП(б) Узбекистана,
- 1935 г. — заведующий Отделом исполнительного комитета Шахрисабского районного Совета,
- 1936—1938 гг. — в РККА,
- 1938—1940 гг. — председатель исполнительного комитета Сурхан-Дарьинского окружного Совета,
- 1940—1943 гг. — председатель исполнительного комитета Самаркандского областного Совета,
- 1943—1948 гг. — первый секретарь Самаркандского областного комитета КП(б) Узбекистана,
- 1950—1951 гг. — первый секретарь Ферганского областного комитета КП(б) Узбекистана,
- 1951—1952 гг. — первый секретарь Ташкентского областного комитета КП(б) Узбекистана,
- 1953 г. — директор совхоза Далварзин (Бекабадский район Ташкентской области),
- 1953—1954 гг. — первый секретарь Пскентского районного комитета КП Узбекистана (Ташкентская область),
- 1954—1955 гг. — первый заместитель председателя исполнительного комитета Бухарского областного Совета,
- 1955—1956 гг. — председатель исполнительного комитета Бухарского областного Совета,
- 1956—1963 гг. — первый секретарь Каракалпакского областного комитета КП Узбекистана,
- 1963—1969 гг. — первый секретарь Сырдарьинского областного комитета КП Узбекистана,
- 1969—1984 гг. — председатель Комитета народного контроля Узбекской ССР.

Депутат Верховного Совета СССР 2-3 и 5-7 созывов.
С 1984 г. на пенсии.

## Награды и звания
Награждён орденами Ленина (26.12.1944; 1957), Октябрьской Революции, Отечественной войны 2-й степени (1945), 4 орденами Трудового Красного Знамени (в том числе 6.11.1963).